# Frank Abagnale

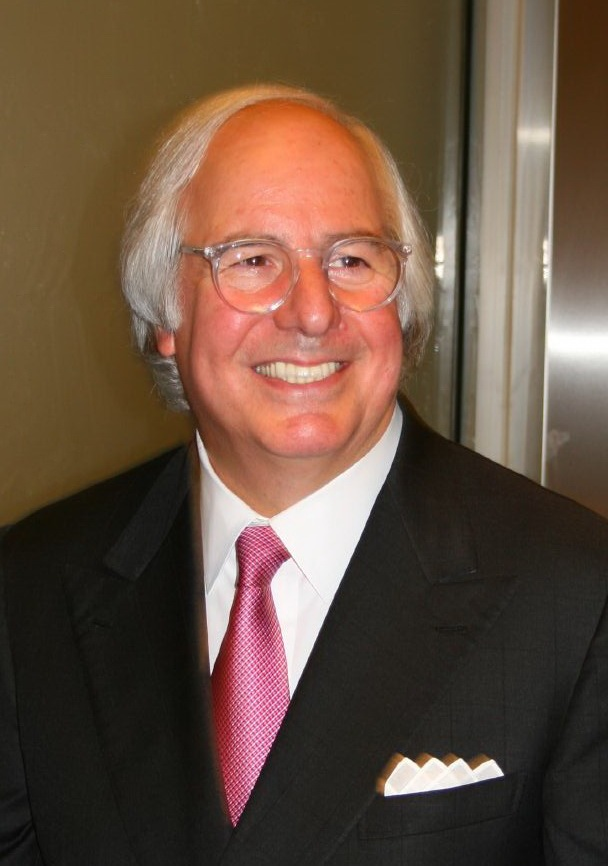
Frank Abagnale (2007)

Frank William Abagnale Jr. (* 27. April 1948 in Bronxville, New York) ist ein ehemaliger, gegen Ende der 1960er- bis Anfang der 1970er-Jahre aktiver US-amerikanischer Hochstapler und Scheckbetrüger. Heute ist er mit seinem Unternehmen Abagnale & Associates vor allem in Sachen Scheckbetrug und Dokumentenfälschung als Berater diverser Kreditinstitute, Fluglinien, Hotels und anderer Unternehmen tätig.
Abagnales Leben wurde in der Populärkultur unter anderem 2002 im Film Catch Me If You Can von Steven Spielberg und 2011 in einem gleichnamigen Musical verarbeitet.
Berichte zu Abagnales krimineller Vergangenheit basieren weitgehend auf seinen eigenen Angaben. Nach einem 2020 erschienenen Buch basiert der Großteil seiner Lebensgeschichte auf Übertreibungen.

## Leben
Abagnales Vater baute nach dem Zweiten Weltkrieg ein recht profitables Schreibwarengeschäft in der Madison Avenue in New York City auf. Der junge Frank hatte zu seinem Vater ein besonders inniges Verhältnis und lebte nach der Trennung der Eltern und späteren Scheidung zunächst mit diesem zusammen, wurde dann aber wieder in die Obhut seiner Mutter gegeben, als herauskam, dass er über Monate Benzinschecks seines Vaters dazu benutzt hatte, um an Bargeld zu kommen. Die Scheidung der Eltern und der Zusammenbruch des Geschäfts des Vaters führten dann dazu, dass Frank 1964 mit einem Scheckbuch und 200 US-Dollar (inflationsbereinigt entspricht dies heute rund 2000 US-Dollar) auf dem Konto nach New York City zog, um dort sein Glück zu versuchen.
Dort musste Abagnale erkennen, dass er ohne Schulabschluss und mit einem Stundenlohn von 1,50 US-Dollar (inflationsbereinigt heute rund 15 $) nicht das Leben führen konnte, das er sich vorstellte. Nachdem er in seinem Führerschein sein Geburtsdatum um zehn Jahre zurückdatiert hatte, eröffnete er ein Girokonto, um an Blankoschecks zu kommen, die er ungedeckt in Bargeld umtauschen wollte. Zur Steigerung seiner Glaubwürdigkeit gab er sich als Kopilot der Pan Am aus, da dieser Beruf nach seiner Erfahrung in der Gesellschaft hohes Ansehen genoss. Unter dem Pseudonym Frank Williams perfektionierte Abagnale seine Rolle als Pan-Am-Pilot, indem er sich mit den internen Abläufen im Luftfahrtunternehmen vertraut machte. Dazu gehörte auch der kostenlose Transfer von fliegendem Personal zu anderen Flughäfen, um dort den Dienst antreten zu können. Abagnale, der mittlerweile vom FBI als Scheckbetrüger gesucht wurde, nutzte diese sogenannten Dead-Head-Flüge, um seinen Aktionsradius über New York hinaus auszudehnen und seinen Verfolgern zu entkommen. Er flog dabei aus Angst vor Entlarvung nie mit Pan Am selbst, sondern nutzte andere Fluggesellschaften. Nachdem seine Identität bei einem dieser Flüge trotzdem beinahe enttarnt worden wäre, tauchte er für einige Zeit unter. Er arbeitete unter anderem als Arzt und Rechtsanwalt, allerdings ohne großen Verantwortungsbereich. Zudem behauptete Abagnale, dass er ein Semester lang als Assistent für Soziologie an der Brigham Young University unter dem Namen Frank Adams gearbeitet hätte. Die Brigham Young University bestreitet diese Behauptung jedoch. Noch vor seinem 21. Lebensjahr hatte er als Hochstapler in allen 50 Bundesstaaten der USA sowie in 26 weiteren Ländern einen Schaden von insgesamt rund 2,5 Millionen US-Dollar (inflationsbereinigt heute über 20 Millionen) verursacht. Mit dem Geld finanzierte er vor allem seinen hohen Lebensstandard.
Nachdem Abagnale 1969 in Frankreich verhaftet worden war, lieferte man ihn nach einer Haft im französischen Perpignan nach Schweden aus, wo er in einem Gefängnis in Malmö einsaß. Schließlich wurde Abagnale in die USA ausgeliefert und zu zwölf Jahren Gefängnis verurteilt. Nachdem er fünf Jahre abgesessen hatte, bot ihm 1974 die US-amerikanische Regierung jedoch die vorzeitige Freilassung gegen die Preisgabe seiner Kenntnisse an. Indem er seine Fähigkeiten unter anderem zugunsten des FBI in eine legale Richtung lenkte, wurde Abagnale einer der bekanntesten Sachverständigen der USA.
1977 trat er in der amerikanischen Version der Quizsendung Sag die Wahrheit auf, zusammen mit zwei weiteren Kandidaten; es sollte erraten werden, bei wem es sich um den echten Frank Abagnale handelte.
Anderslautenden Darstellungen zum Trotz stand Abagnale nie auf der FBI-Liste der zehn meistgesuchten Flüchtigen und behauptet dies auch nicht.

## In der Kunst
Abagnales Leben wurde unter seiner Mithilfe von Stan Redding in einem Roman veröffentlicht und unter dem Titel Catch Me If You Can von Steven Spielberg verfilmt, an dessen Drehbuch er ebenfalls mitwirkte. Seine Rolle spielte Leonardo DiCaprio, seinen fiktiven Gegenspieler Carl Hanratty vom FBI verkörperte Tom Hanks. Abagnale hat in dem Film einen Cameo-Auftritt und spielt in einer kurzen Szene den französischen Polizisten, der ihn schließlich an Heiligabend in Montrichard verhaftet.
Zudem entstand auf Grundlage seiner Biografie das Musical Catch Me If You Can, das 2011 mit Aaron Tveit in der Rolle von Abagnale Premiere feierte.

## Belege
1. ↑  Alan C. Logan: The Greatest Hoax on Earth: Catching Truth, While We Can. Indiana Landmarks, 2020, ISBN 978-1-73555-722-9 (eingeschränkte Vorschau in der Google-Buchsuche).
2. ↑  Thomas Well: New book further debunks myth of scam artist Frank Abagnale, Jr. of 'Catch Me if You Can' book and movie. In: Louisiana voice. 2021, abgerufen am 16. Mai 2021.
3. ↑  Ryan McIlvain: The Art of Steal. In: BYU NewsNet. BYU NewsNet., 11. Mai 2005, archiviert vom Original (nicht mehr online verfügbar) am 12. Juli 2012; abgerufen am 22. April 2013 (englisch).  Info: Der Archivlink wurde automatisch eingesetzt und noch nicht geprüft. Bitte prüfe Original- und Archivlink gemäß Anleitung und entferne dann diesen Hinweis.
4. ↑  Deseret News: Did con man teach at BYU? 26. Dezember 2002, abgerufen am 18. Juni 2020 (englisch).
5. ↑  Rachael Bell: Skywayman: The Story of Frank W. Abagnale Jr. In: crime-library. Archiviert vom Original am 21. Dezember 2014; abgerufen am 14. Juni 2016 (englisch).
6. ↑  Abagnale & Associates: About Frank Abagnale
7. ↑  "Gentleman-Verbrecher" von Abagnale bis "Dagobert" - derStandard.at. Abgerufen am 6. April 2020 (österreichisches Deutsch).
8. ↑  Frank Abagnale: Comments concerning the book and the film, Catch Me If You Can.

| Personendaten    | Personendaten                                                           |
| ---------------- | ----------------------------------------------------------------------- |
| NAME             | Abagnale, Frank                                                         |
| ALTERNATIVNAMEN  | Abagnale, Frank William junior (vollständiger Name); Abagnale, Frank W. |
| KURZBESCHREIBUNG | US-amerikanischer Hochstapler, Scheckbetrüger und Sachverständiger      |
| GEBURTSDATUM     | 27. April 1948                                                          |
| GEBURTSORT       | Bronxville, New York                                                    |